# مهناز اسلامی
مهناز قره‌باغی اسلامی (زاده‌ی ۱۳۴۱ در مهاباد یا ۱۳۴۳ در ارومیه) بازیگر فیلم اهل ایران بود. همسر وی «شعبانعلی اسلامی»، تهیه‌کننده فیلم می‌باشد.

## زندگی‌نامه
- تحصیلات: دیپلم و طی دورهٔ بازیگری کانون پرورش فکری کودکان و نوجوانان ارومیه
- فعالیت‌ها: در تئاتر از ۱۳۶۳ در تئاتر کودکان در ارومیه، گوینده و مترجم صدا و سیمای ارومیه، نویسنده برنامه‌های کودک سیمای ارومیه
- آغاز بازی او در سینما از سال ۱۳۶۳ با فیلم «مترسک» به کارگردانی «حسن محمدزاده» بود.

## فیلم‌شناسی

### بازیگر

#### سینمایی
- دشمن (۱۳۷۴)
- ویرانگر (۱۳۷۴)
- سربلند (۱۳۷۳)
- مرضیه (۱۳۷۳)
- آخرین خون (۱۳۷۲)
- گریز (۱۳۷۱)
- گل‌ها و گلوله‌ها (۱۳۷۰)
- اتوبوس (۱۳۶۴)

#### مجموعه تلویزیونی
- سنگ و شیشه (۱۳۷۳)

### تهیه‌کننده
- گل‌ها و گلوله‌ها (۱۳۷۰)

### با تشکر از
- همسر دلخواه من (۱۳۷۹)